# رقص در سری‌لانکا

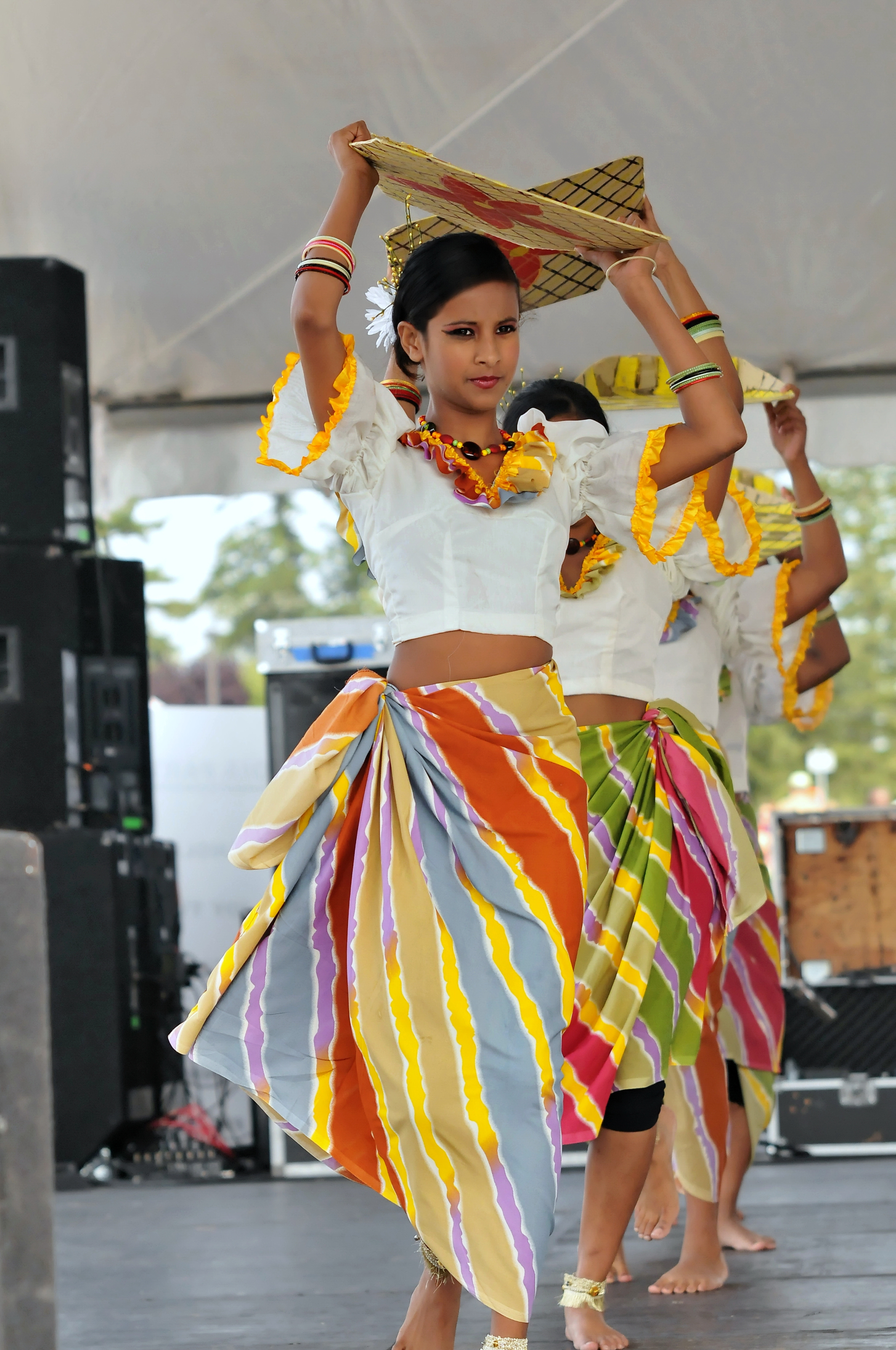

خاستگاه رقص‌های سریلانکا مربوط به مردم بومی این کشور یعنی وانیالا-آئتو و یاکاها است.
رقصی به نام «تِلمه» را مربوط به شاه راوانا می‌دانند که پنج هزار سال پیش می‌ِیسته‌است. به گفته افسانه‌های سینهالی رقص‌های کاندی از ۲۵۰۰ سال پیش سرچشمه می‌گیرند.
یک رویدادنامه باستانی به نام مهاوامسا می‌نویسد که زمانی که شاه ویجایه در سال ۵۴۳ پیش از میلاد از راه دریا به سری‌لانکا رسید، آواز موسیقی و رقص مراسم عروسی را از دور شنید.

## انواع رقص‌ها
در رقص‌های سری‌لانکایی سه سبک اصلی وجود دارد:
- رقص‌های کاندی مناطق تپه‌زار که به رقص‌های اودا راتا ناتوم معروفند.
- رقص‌های زمین‌های پست دشت‌های جنوبی، معروف به پاهاتا راتا ناتوم.
- رقص‌های ساباراگامووا یا ساباراگامووا ناتوم.

### رقص شیطان
رقص‌های شیطان سریلانکا یا «یاکون ناتیما» آداب دقیق و ماهرانه‌ای است که تاریخ آن به گذشته دور سریلانکای پیش از بودا می‌رسد. این آداب مفاهیم» آیورودی باستانی مربوط به بیماری را با دستکاری روان‌شناختی ماهرانه تلفیق می‌کند. این رقص بسیاری از جنبه‌ها را از جمله هستی‌شناسی سیلانی ترکیب می‌کند و بر رقص‌های سنتی سریلانکا نیز تاثیرگذار است.